# Tierra de Medina
Die Comarca Tierra de Medina ist eine der acht Comarcas in der Provinz Valladolid der autonomen Gemeinschaft Kastilien und León.
Sie umfasst 21 Gemeinden auf einer Fläche von 765,49 km² mit dem Hauptort Medina del Campo.

## Gemeinden
| Gemeinde                  | Einwohner (2024) | Fläche km² | Dichte Einw./km² | Cod INE | Postleitzahl |
| ------------------------- | ---------------- | ---------- | ---------------- | ------- | ------------ |
| Ataquines                 | 573              | 42,60      | 13               | 47011   | 47210        |
| Bobadilla del Campo       | 284              | 32,70      | 9                | 47020   | 47462        |
| Brahojos de Medina        | 101              | 27,44      | 4                | 47025   | 47461        |
| El Campillo               | 198              | 32,80      | 6                | 47031   | 47460        |
| Carpio                    | 938              | 56,50      | 17               | 47035   | 47470        |
| Cervillego de la Cruz     | 91               | 21,33      | 4                | 47049   | 47494        |
| Fuente el Sol             | 153              | 20,95      | 7                | 47067   | 47494        |
| Lomoviejo                 | 161              | 27,57      | 6                | 47078   | 47494        |
| Medina del Campo          | 20.097           | 153,15     | 131              | 47085   | 47400        |
| Moraleja de las Panaderas | 38               | 15,30      | 2                | 47095   | 47454        |
| Muriel de Zapardiel       | 111              | 22,52      | 5                | 47100   | 47219        |
| Nueva Villa de las Torres | 278              | 35,81      | 8                | 47102   | 47464        |
| Pozal de Gallinas         | 538              | 35,10      | 15               | 47123   | 47450        |
| Ramiro                    | 46               | 21,20      | 2                | 47132   | 47453        |
| Rubí de Bracamonte        | 214              | 25,59      | 8                | 47138   | 47494        |
| Salvador de Zapardiel     | 103              | 26,32      | 4                | 47141   | 47219        |
| San Pablo de la Moraleja  | 107              | 24,91      | 4                | 47147   | 47219        |
| San Vicente del Palacio   | 160              | 37,90      | 4                | 47156   | 47493        |
| Velascálvaro              | 163              | 23,03      | 7                | 47189   | 47463        |
| Villaverde de Medina      | 529              | 58,19      | 9                | 47228   | 47465        |
| La Zarza                  | 118              | 24,58      | 5                | 47232   | 47452        |
| Comarca Tierra de Medina  | 25.001           | 765,49     | 33               | –       | –            |